# HMS D3
Pour les articles homonymes, voir D3.
Le HMS D3 est l’un des huit sous-marins britanniques de classe D construits pour la Royal Navy au cours de la première décennie du XXe siècle.

## Conception
Les sous-marins de la classe D ont été conçus comme des versions améliorées et agrandies de la classe C précédente, les moteurs Diesel remplaçant les moteurs à essence dangereux utilisés précédemment. Les sous-marins avaient une longueur totale de 49,7 m, un maître-bau de 6,2 m et un tirant d'eau moyen de 3,2 m. Leur déplacement était de 491 tonnes en surface et 605 tonnes en immersion. Les sous-marins de classe D avaient un équipage de 25 hommes, officiers inclus. Ils ont été les premiers à adopter des ballasts de type dit saddle tank car ils étaient disposés par paires à l’extérieur de la coque épaisse, un de chaque côté, comme les sacoches d’une selle de cheval.
Pour la navigation en surface, ces navires étaient propulsés par deux moteurs Diesel de 600 chevaux-vapeur (447 kW), chacun entraînant un arbre d'hélice. En immersion, chaque hélice était entraînée par un moteur électrique de 275 chevaux (205 kW). Ces navires pouvaient atteindre la vitesse 14 nœuds (26 km/h) en surface et 9 nœuds (17 km/h) sous l’eau. En surface, la classe D avait un rayon d'action de 2500 milles marins (4600 km) à une vitesse de croisière de 10 nœuds (19 km/h).
Les navires étaient armés de trois tubes lance-torpilles de 18 pouces (457 mm), deux à l’avant et un à l’arrière. Ils emportaient une torpille de rechargement pour chaque tube, soit un total de six torpilles.

## Engagements
Le HMS D3 a été construit par Vickers à leur chantier naval de Barrow-in-Furness.
Sa quille fut posée le 15 mars 1910 et il fut mis en service le 30 août 1911. Au cours de sa carrière, le D3 est revenu de la deuxième patrouille dans la baie de Heligoland avec les HMS D2, E5 et E7.

## Naufrage

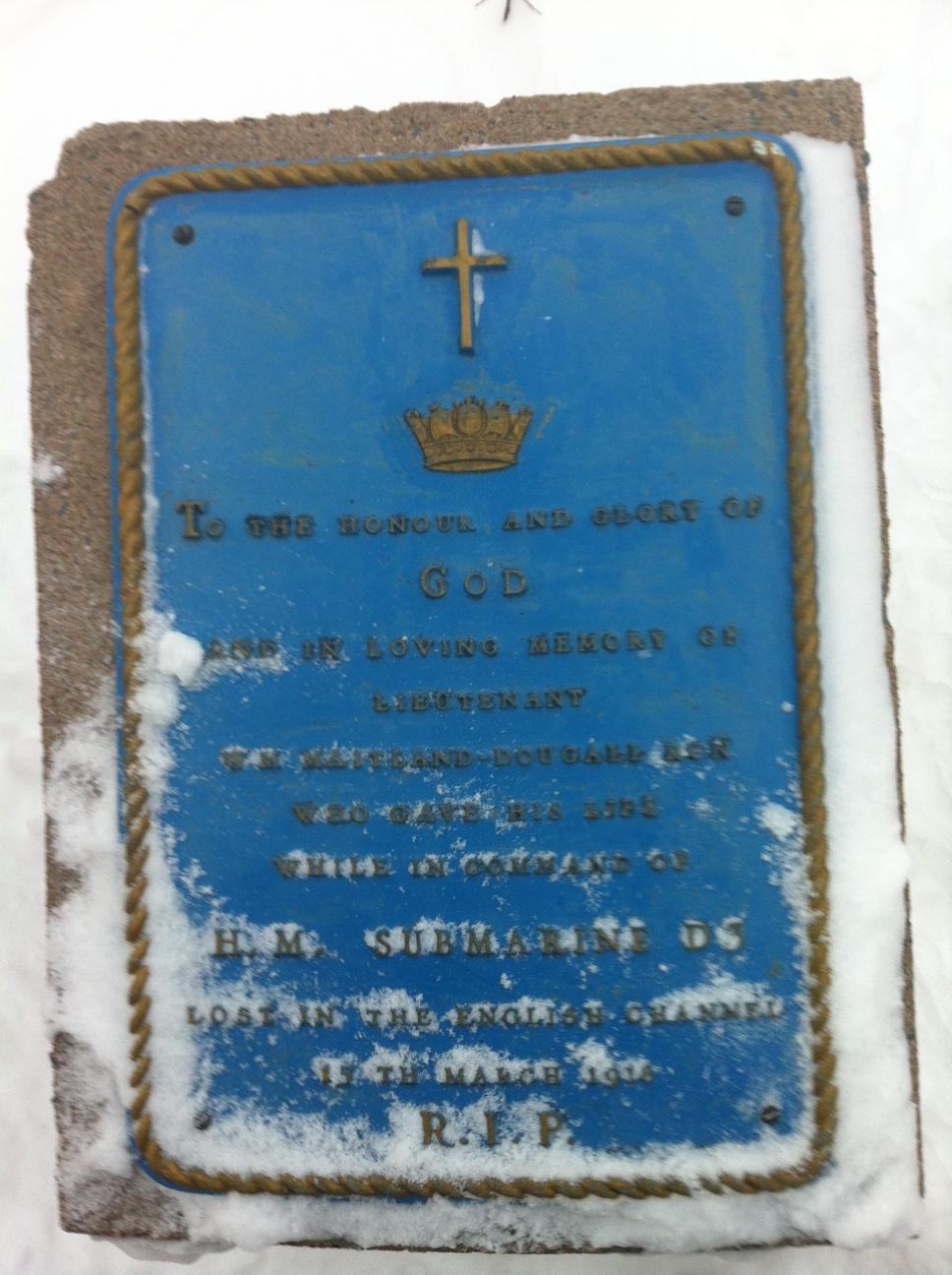
Plaque en l'honneur de William McKinstry Heriot-Maitland-Dougall, Base des Forces canadiennes Halifax

Le D3 a été bombardé par erreur et coulé le 12 mars 1918 par un dirigeable français, le AT-0, au large de Fécamp dans la Manche, et perdu corps et biens avec son commandant, le lieutenant (Marine royale canadienne) William McKinstry Heriot-Maitland-Dougall, et tout son équipage. L’AT-0 patrouillait lorsque, à 14 h 20, un navire a été repéré au nord-est. Le dirigeable s’est approché afin de l’identifier et, selon lui, le sous-marin a tiré des roquettes sur lui. Le dirigeable a alors largué quatre bombes de 52 kg. Le sous-marin a disparu, mais quelques minutes plus tard, des hommes ont été aperçus dans l’eau. Le dirigeable tenta de secourir les hommes, mais ce fut trop difficile. Le dirigeable se retira pour demander de l’aide, mais lorsque celle-ci arriva enfin, tous les hommes s’étaient noyés. Il est clair que le D3 a été victime d’une grave méprise de la part du dirigeable français : les fusées de signalisation que le D3 a tirées pour s’identifier ont été confondues avec des tirs agressifs.